# Pablo Jarillo-Herrero
Pablo Jarillo-Herrero, född den 11 juni 1976 i Valencia, är en spansk fysiker. Han är verksam vid Massachusetts Institute of Technology (MIT).
Tillsammans med professor professor Allan H. Macdonald (University of Texas, Austin, USA) och doktor Rafi Bistritzer (Applied Materials, Israel) tilldelades han Wolfpriset i fysik 2020 för deras teoretiska och experimentella arbete om snedvridna bilager av grafen.